# 坂上晶
坂上 晶（さかがみ しょう、7月10日 - ）は、日本の男性声優。株式会社S所属。神奈川県出身。旧芸名は鷹野 晶（たかの しょう）。

## 経歴
専門学校東京アナウンス学院、プロダクション・エース演技研究所出身。
第一回声優アワード新人発掘オーディション出身。
2015年4月1日付でアクロスエンタテインメントの預かり所属となる。
2016年5月1日付でアクロスエンタテインメントを退所し、一時的にフリーとなる。
2016年7月1日付でオブジェクト所属となり、2022年3月のマネージメント事業終了まで在籍した。
2022年5月9日、坂上と同じくオブジェクトに事業終了まで所属していた髙橋麻里とともに、株式会社Sへの所属が発表された。

## 人物
父親は元子役で俳優の三ツ木清隆、母親は元女優の坂上味和である（現在は離婚）。
趣味は喫茶店巡り、YouTube視聴。特技はアニメーションダンス、水泳、テニス、芋虫の真似。

## 出演
太字はメインキャラクター。

### テレビアニメ
2009年
- 東京マグニチュード8.0

2011年
- いつか天魔の黒ウサギ（生徒）
- 世界一初恋（編集者、引っ越し業者、社員）
- べるぜバブ（男子A、ノラネコD、監視員）
- マケン姫っ!（男子生徒）

2012年
- Another（高林郁夫）
- えびてん 公立海老栖川高校天悶部（男子生徒）

2013年
- トロン：ライジング（ライロ）
- RDG レッドデータガール（生徒）
- ブラッドラッド（観客(1)）
- 問題児たちが異世界から来るそうですよ?（少年、ルイオスの側近、兵士）
- ダイヤのA（竹本篤）
- フリージング ヴァイブレーション（シトロエン）

2014年
- キャスパーのオバケ学園（ジミー）
- 棺姫のチャイカ（盗賊B）

2019年
- 消滅都市（客A）

2023年
- 弱虫ペダル LIMIT BREAK（箱根学園部員）

### 劇場アニメ
- 屍者の帝国（2015年）

### OVA
- 吉岡彌生物語（2009年、吉岡健人）
- BLB（2014年、牙城隼人[7]）

### Webアニメ
- おねがいっパトロンさま!（2020年、継木伊鳴）

### ドラマCD
- 天つ風（2021年、祇園雪那[8]）
- 斬舞踊外伝・弐～素桜の書～（2021年、モリヤノカミ）
- ツキウタ。キャラクターCD・3rdシーズン8　姫川瑞希「Dramatical Hunter」（2021年）

### ゲーム
2011年
- 涼宮ハルヒの追想
- Starry☆Sky 〜After Summer〜

2015年
- ポイッとヒーロー（ガウェイン、ロビンフッド）

2016年
- トリックスター 召喚士になりたい（緑陰のリュウセイ）
- クルセイダークエスト（ローラン）
- ぐるモン

2020年
- AFTER L!FE（キル）
- Cresteaju（フォールン）
- 軒轅剣 閻黒の業火（莫煌）

2021年
- 魔界戦記ディスガイア6
- Buddy Collection Extra -胡蝶荘の奇妙な五人-（瀧翔太）
- ミルキージャーニーレイルウェイ（カイト）

2022年
- インディゴ7（ギジェ）

### 吹き替え
- チャームド 〜魔女3姉妹〜 ファイナル・シーズン（デイブ）
- フレネミーズ（ウォーカー）

### ラジオ
- A&G 超RADIO SHOW〜アニスパ!〜（ミニコーナーのカドまる情報局を山本和臣、野水伊織と担当）

### ナレーション
- フジテレビYouTubeチャンネルvidelicio.us（ビデリシャス）
  - 「Barの美学 -barism-」
  - 「Barのダイナミズム-barism-」

### デジタルコミック
- 15歳、今日から同棲はじめます。（担任教師[10]）
- 放課後、ラブホで、先生と。（竹内先生・父[11]）

### テレビ
- おはスタ
- ポケモン☆サンデー
- 熱血!ホビースタジアム
- ホビッチョ!
- おはよう!ジャンジャカランド（2012年5月12日 - 9月29日、TOKYO MX） - ポップンの声、タッカーノ 役

### ミュージカル
- らき☆すた≒おん☆すて（2012年9月20日 - 30日、シアターGロッソ） - カミソリ相崎 役

### その他
- Arcanamusica（2022年 - 2024年、五十島慈[12][13]）

## ディスコグラフィー

### 音楽配信
- ジャンジャカうたおう「ジャンジャカ☆フラメンコ」（2012年6月15日） - 歌：虻川美穂子/ポップン（CV:鷹野晶）/リップス（CV:小林元子）

## その他
- レトルト彼氏 CD付き　ビーフカレー+α(辛口)